# Ernesto Martins de Brito
Ernesto Jorge Sanchez Martins de Brito é um engenheiro civil português que desempenhou o cargo de Presidente da CP - Comboios de Portugal, EP entre 2003 e 2004.
Abandonou o cargo em Setembro de 2004 por ordem do Ministro das Obras Públicas, Transportes e Comunicações, António Mexia, transitando logo para liderança da entidade gestora da construção da terceira ponte sobre o Rio Tejo.